# La voz de los vientos
La Voz de los vientos (en francés: La Voix des airs) es una obra temprana del pintor surrealista belga René Magritte de 1931.
La obra se centra principalmente en una escena de tres grandes globos o esferas que están suspendidas en el cielo, todo el paisaje es una típica pradera y en el horizonte se ve una franja de mar.  Existen cuatro versiones de esta obra, la principal está en el Museo Guggenheim de Venecia.
El holandés Johan de Meij se inspira en esta pintura para su primer movimiento  de la suite The Venetian Collection.

## Enlaces
- René Magritte. Voice of Space (La Voix des airs). 1931 - Guggenheim Museum

- Datos: Q19882741